# Степове (село, Баштанський район)
Степове (до 2016 року — Жовтневе) — село в Україні, у Вільнозапорізькій сільській громаді Баштанського району Миколаївської області. Населення становить 28 осіб.